# Hampsonodes leucopis
Hampsonodes leucopis är en fjärilsart som beskrevs av George Francis Hampson 1918. Hampsonodes leucopis ingår i släktet Hampsonodes och familjen nattflyn. Inga underarter finns listade i Catalogue of Life.